# Musée national de Nairobi
Ne pas confondre avec les musées nationaux du Kenya
Le musée national de Nairobi (en anglais : Nairobi National Museum) a été ouvert le 22 septembre 1930. C'est le plus vaste et le plus interdisciplinaire des musées kényans. Sa devise est A place of discovery (« Un endroit de découverte »).

## Histoire
C'est en 1910 qu'un groupe de britanniques établissent, sur le site de l'actuelle de la Nyayo House à Nairobi un musée d'histoire naturelle géré par la East Africa and Uganda Natural History Society. Leur but est de préserver leurs propres collections.
Les locaux étant devenus trop petits pour abriter toutes les collections, celles-ci sont déménagées en 1922, sur le site de l'actuel Serena Hotel, dans un bâtiment plus vaste.
En 1929, le gouvernement colonial entreprend, sur le site actuel, la construction d'un édifice dédié. Le nouveau musée est inauguré le 22 septembre 1930 sous le nom de « musée Coryndon » en hommage à Robert Coryndon.
En 1941, Louis Leakey devient conservateur et, sous son impulsion, le musée ouvre ses portes aux Africains en 1945. Cet accès est, pour eux, gratuit.
En 1958, une exposition temporaire centrée sur les serpents est organisée à l'entrée du musée. Cette exposition a tant de succès qu'un terrain de 15 hectares, longeant la rivière Nairobi, est acquis derrière les bâtiments avec pour but la création d'une section permanente dédiée aux serpents et reptiles.
En 1960, en prévision de l'indépendance, la East Africa and Uganda Natural History Society est scindée en musées nationaux du Kenya (National Museums of Kenya ou NMK) et en Uganda Museums and Monuments (UMM). Les NMK reçoivent en charge la gestion des sites et monuments historiques nationaux du Kenya ainsi que celle des musées régionaux dont le « musée Coryndon ».
En janvier 1961, le musée inaugure deux nouvelles sections appelées « parc du serpent » (Snake park) et « jardin botanique ».
À l'indépendance du pays, en 1963, le musée est rebaptisé en « musée national ».
Fin des années 1990, les NMK reçoivent une aide financière de 800 millions de KES de la part de l'Union européenne qui lui permet, entre autres, une modernisation et un agrandissement de la superficie des bâtiments du musée national. Entre le 15 octobre 2005 et 14 juillet 2008, hormis le parc des serpents et le jardin botanique qui restent ouverts au public, le musée ferme ses portes pour permettre cette réalisation. C'est depuis cette réouverture que son appellation officielle est « musée national de Nairobi » (NNM).
En 2009, le musée reçoit la certification ISO 9001:2008.

## Informations visiteurs
Le musée est ouvert de 8 h 30 à 17 h 30 tous les jours, y compris les jours fériés. Le droit d'entrée peut combiner soit l'accès à l'entièreté des collections, soit aux sections « art » et « histoire naturelle », soit à la section « parc du serpent ». L'accès au jardin botanique est toujours inclus.
|                 | 2005    | 2006    | 2007    | 2008    | 2009    |
| --------------- | ------- | ------- | ------- | ------- | ------- |
| musée           | 242 400 | fermé   | fermé   | 164 148 | 232 733 |
| parc du serpent | 105 100 | 127 084 | 145 810 | 12 871  | 76 200  |
| total           | 347 500 | 127 084 | 145 810 | 177 019 | 308 933 |

## Collections

### Art et histoire
Cette section est divisée en deux sous-sections :
- Hall of Kenya expose, notamment dans la Gallery of Kenyan Ethnic Communities, la collection Adamson constituée de portraits de Kényans issus de tout le pays en vêtements traditionnels. Aussi exposés, divers outils de la vie quotidienne, de l'artisanat et une importante collection d'instruments de musique.

- Cycle of life présente des scènes basées sur les pratiques culturelles des différentes ethnies en passant par les cycles de la naissance, des rites de passage, du mariage, de la mort.

### Histoire naturelle
Cette section est divisée en trois sous-sections :
- Great Hall of mammals montre l'évolution des mammifères africains en mettant l'accent sur leurs moyens de défense tant physiques que chimiques,
- Cradle of Humankind révèle l'évolution des hominidés depuis l'époque du Miocène jusqu'à nos jours, une sélection de fossiles ainsi que des reconstructions d'hominidés et de leur environnement préhistorique.
- Une salle est consacrée à la totalité des espèces d'oiseaux résidant ou hivernant au Kenya.

### Jardin botanique
Le jardin botanique présente une collection de plantes vivantes indigènes, dont de nombreuses plantes médicinales, sur une superficie de 11,2 hectare traversée par la rivière Nairobi.

### Parc du serpent
Cette section, inaugurée en janvier 1961, fait l'objet d'un droit d'entrée séparé des autres sections. Elle présente sous la forme vivante, non seulement, toutes les espèces de serpents autochtones mais aussi des arthropodes et des vertébrés aquatiques indigènes.

### Bibliothèque
Les documents de la bibliothèque sont consultables de 8 h 30 à 17 h du lundi au vendredi sauf les jours fériés après le payement d'un droit d'entrée spécifique.

Les ressources documentaires comportent entre autres :
- plus de 20 000 livres dont la collection de l’évêque Leonard Beecher (en) consacrée aux oiseaux,
- près de 18 000 numéros de titres de presse,
- 4 000 photographies à caractère historique, ethnique ou en rapport avec les sciences naturelles,
- 800 peintures dues à Joy Adamson dont certaines sont visibles en permanence dans le Hall of Kenya.,
- Patti Endo y expose ses œuvres autour de la collection Kuona Artists[2].